# Sapphire Trollzawa
Sapphire Trollzawa es un personaje de ficción en la serie de televisión animada Americana Trollz. Ella es un miembro de MAPTLV (Mejores Amigas Para Toda La Vida), un grupo de chicas adolescentes quienes son capaces de utilizar la antigua magia conocida como el "Poder de los Cinco". 

## Personalidad
Sapphire es una joven nerd inteligente quien prefiere quedarse en casa y leer un buen libro en lugar de salir por una noche en el pueblo. A pesar de su actitud despreocupada, ella posee un fondo ambicioso que a veces causa que se vuelva despreocupada de cualquier tarea. Ella es extremadamente talentosa en las matemáticas, química, y tecnología, pero puede encontrarse luchando con simples tareas diarias como lavandería. En el episodio "Espejito Espejito" se revela que le apestan los pies (quizá más de lo normal)
Su comida favorita es cualquier cosa con Omega 3 y sus pasatiempos incluyen clasificar con colores sus cartas de notas, ir a la librería, y hacer teorías de la mecánica cuántica. A ella le gusta Alabaster por ser inteligente y dulce, su oso mascota Ya-Ya, y exámenes de popularidad. Su color favorito es el azul. Su piedra es una flor azul, la cual hace juego con sus zapatos. Ella le gusta a los chicos troll más que las demás chicas pero al final no les hace caso porque nunca usan la lógica o son muy torpes como ejemplo: Rock fue novio de Sapphire por 3 años razón por la que se conocen muy bien, pero por dichas razones Sapphire terminó con él.
- Datos: Q9074507